# District de Magdebourg (1815)
Ne pas confondre avec le district de Magdebourg de la République démocratique allemande (1952-1990)
1816, 1945, 1990 – 1944, 1947, 2003
Entités précédentes :
- Duché de Magdebourg

Entités suivantes :
- Province de Magdebourg

Le district de Magdebourg (en allemand : Regierungsbezirk Magdeburg) était l'un des trois districts constituant la province de Saxe lors de sa création en 1815 au sein du royaume de Prusse. Après l'abolition de la monarchie lors de la révolution allemande en 1918, il a fait partie de l'État libre de Prusse jusqu'à la création de la province de Magdebourg au sein de l'Allemagne nazie en 1944. 
Après la fin de la Seconde Guerre mondiale, en 1945, le territoire est passé sous contrôle soviétique et fusionna le 23 juillet avec la province de Halle-Mersebourg et l'État libre d'Anhalt pour reconstituer la nouvelle « province de Saxe », plus tard renommée « province de Saxe-Anhalt » puis « Land de Saxe-Anhalt » le 21 juillet 1947. 
Le 23 juillet 1945, la Saxe-Anhalt établit trois districts, l'un nommée Dessau pour l'ancien État libre d'Anhalt, un rétabli à Magdebourg pour l'ancienne province prussienne éphémère homonyme et un à Mersebourg pour l'ancienne  province de Halle-Mersebourg prussienne éphémère. Le 10 janvier 1946, certains arrondissements ont été détachés du district de Magdebourg en faveur du celui de Dessau (de). En 1947 la Saxe-Anhalt abolit le district autrefois. 
Lors d'une réforme administrative en 1952, les autorités de la République démocratique allemande ont aboli les länder et ont créée un nouveau district de Magdebourg qui devint une partie de la Saxe-Anhalt restaurée au cours de la réunification allemande en 1990 et fut lui-même dissout le 1er janvier 2004.

## Divisions administratives en Prusse
Le district comprend les arrondissements suivants: 
| villes-arrondissements - Aschersleben (à partir de 1901) - Burg (à partir de 1924) - Halberstadt (jusqu'en 1825 et à partir de 1891) - Magdebourg - Quedlinbourg (à partir de 1911) - Stendal (à partir de 1909) | Arrondissements (Kreis, Landkreis depuis 1939) - Arrondissement d'Aschersleben (jusqu'en 1901) - Arrondissement de Calbe-sur-la-Saale - Arrondissement de Gardelegen (de) - Arrondissement d'Halberstadt (de) (de 1825 à 1932) - Arrondissement d'Haldensleben (nommé Arrondissement de Neuhaldensleben jusqu'en 1938) - Arrondissement de Jerichow I (de) - Arrondissement de Jerichow II (de) - Arrondissement d'Oschersleben-sur-la-Bode (de) - Arrondissement d'Osterburg (de) - Arrondissement d'Osterwieck (de) (jusqu'en 1825) - Arrondissement de Quedlinbourg (à partir de 1901) - Arrondissement de Salzwedel - Arrondissement de Stendal - Arrondissement de Wanzleben - Arrondissement de Wernigerode (de) - Arrondissement de Wolmirstedt |

## Divisions administratives en Saxe-Anhalt de la zone soviétique
Le district comprenait les arrondissements suivants: 
| villes-arrondissements - Aschersleben (rattaché au district de Dessau le 10 janvier 1946) - Burg près de Magdebourg (rattaché à l'arrondissement rural homonyme en 1950) - Halberstadt (rattaché à l'arrondissement rural homonyme en 1950) - Magdebourg - Quedlinbourg (rattaché au district de Dessau le 10 janvier 1946) - Salzwedel (à partir du 1er février 1946; rattaché à l'arrondissement rural homonyme en 1950) - Schönebeck-sur-Elbe (à partir du 1er février 1946; rattaché à l'arrondissement rural homonyme en 1950) - Stendal (rattaché à l'arrondissement rural homonyme en 1950) | Arrondissements (Landkreis) - Arrondissement de Blankenburg (est) (de) (son territoire orientale détaché de l'État libre de Brunswick en juillet 1945) - Arrondissement de Calbe-sur-la-Saale (rattaché au district de Dessau le 10 janvier 1946) - Arrondissement de Gardelegen (de) (y compris l'exclave de Calvörde détaché de l'arrondissement de Helmstedt en juillet 1945) - Arrondissement d'Haldensleben - Arrondissement de Jerichow I (de) (rattaché au district de Dessau le 10 janvier 1946) - Arrondissement de Jerichow II (de) - Arrondissement d'Oschersleben-sur-la-Bode (de) (y compris l'exclave de Großalsleben détaché de l'arrondissement de Ballenstedt (de) en Anhalt le 10 janvier 1946) - Arrondissement d'Osterburg (de) - Arrondissement de Quedlinbourg (campagne) (rattaché au district de Dessau le 10 janvier 1946) - Arrondissement de Salzwedel - Arrondissement de Stendal (campagne) - Arrondissement de Wanzleben - Arrondissement de Wolmirstedt |

## Divisions administratives dans la RDA
Le district comprend les arrondissements suivants: 
| ville-arrondissement - Magdebourg | Arrondissements (Kreis) - Arrondissement de Burg (de) - Arrondissement de Gardelegen (de) - Arrondissement de Genthin (de) - Arrondissement de Halberstadt (de) - Arrondissement de Haldensleben (de) - Arrondissement de Havelberg (de) - Arrondissement de Kalbe-sur-Milde (de) (jusqu'en 1987) - Arrondissement de Klötze (de) - Arrondissement de Loburg (de) (jusqu'en 1957) - Arrondissement d'Oschersleben (de) - Arrondissement d'Osterburg (de) - Arrondissement de Salzwedel (de) - Arrondissement de Schönebeck (de) - Arrondissement de Seehausen (de) (jusqu'en 1965) - Arrondissement de Staßfurt - Arrondissement de Stendal - Arrondissement de Tangerhütte (de) (jusqu'en 1987) - Arrondissement de Wanzleben - Arrondissement de Wernigerode (de) - Arrondissement de Wolmirstedt - Arrondissement de Zerbst (de) |

## Divisions administratives en Saxe-Anhalt de 1990
Le district comprend les arrondissements suivants: 
| ville-arrondissement - Magdebourg | Arrondissements - Arrondissement d'Aschersleben-Staßfurt (de) (à partir de 1994) - Arrondissement de la Börde (à partir de 1994) - Arrondissement de Burg (de) (jusqu'en 1994) - Arrondissement de Gardelegen (de) (jusqu'en 1994) - Arrondissement de Genthin (de) (jusqu'en 1994) - Arrondissement de Halberstadt (de) - Arrondissement de Haldensleben (de) (jusqu'en 1994) - Arrondissement de Havelberg (de) (jusqu'en 1994) - Arrondissement du Pays-de-Jerichow (à partir de 1994) - Arrondissement de Klötze (de) (jusqu'en 1994) - Arrondissement de l'Ohre (de) (à partir de 1994) - Arrondissement d'Oschersleben (de) (jusqu'en 1994) - Arrondissement d'Osterburg (de) (jusqu'en 1994) - Arrondissement de Quedlinbourg - Arrondissement de Salzwedel (de) (jusqu'en 1994) - Arrondissement de Schönebeck (de) - Arrondissement de Staßfurt (de) (jusqu'en 1994) - Arrondissement de Stendal - Arrondissement de la Vieille-Marche à Salzwedel (à partir de 1994) - Arrondissement de Wanzleben (jusqu'en 1994) - Arrondissement de Wernigerode (de) - Arrondissement de Wolmirstedt (jusqu'en 1994) |

## Présidents du district
- 1816–1818 Friedrich von Bülow
- 1818–1821 Friedrich von der Schulenburg
- 1821–1825 Friedrich von Motz
- 1825–1837 Wilhelm Anton von Klewitz
- 1837–1840 Anton zu Stolberg-Wernigerode
- 1841–1844 Eduard von Flottwell
- 1844–1845 Wilhelm von Wedell
- 1845–1850 Gustav von Bonin
- 1850–1872 Hartmann von Witzleben
- 1873–1881 Robert von Patow
- 1881–1888 Wilhelm von Wedel-Piesdorf
- 1889–1897 Traugott von Baudissin (de)
- 1897–1903 Oskar von Arnstedt (de)
- 1903–1908 Constanz von Baltz (de)
- 1908–1909 Georg von Borries junior
- 1910–1919 Karl Miesitschek von Wischkau (de)
- 1920–1930 Alexander Pohlmann (de)
- 1930–1932 Paul Weber (de)
- 1934–1944 Hans-Georg von Jagow (de)